# بلوف شجاعانه

بلوف شجاعانه (۱۹۰۳ میلادی) اثر نقاش آمریکایی کاسیوس کولیج (۱۸۴۴ - ۱۹۳۴ میلادی)

بلوف شجاعانه یکی از مشهورترین آثار نقاش آمریکایی کاسیوس کولیج (۱۸۴۴ - ۱۹۳۴ میلادی) است که در سال ۱۹۰۳ میلادی خلق شده‌است. کولیج نقاش و داروسازی دوره گرد بود که در ۳۰ سال پایانی عمر خود، شروع به کشیدن سگ‌ها در حالات و محیط‌هایی کاملاً انسانی کرد.
بلوف شجاعانه متعلق به مجموعه سگ‌های پوکر باز است که شامل حدوداً ۱۶ اثر دیگر می‌باشد که همگی سگ‌هایی مختلف از نژادهای گوناگون را پشت یک میز در حال پوکر بازی کردن نشان می‌دهد. این مجموعه به سفارش کمپانی هنری Brown & Bigelow برای چاپ در تقویم‌های تبلیغاتی کمپانی‌های بزرگ سیگارسازی آمریکایی مانند Marlboro بین سال‌های ۱۹۲۰ و ۱۹۴۰ میلادی تهیه شده‌است.
علاوه بر مجموعه سگ‌های پوکر باز، کولیج سگ‌ها را در قطار، سالن رقص، زمین بیسبال، دادگاه و اماکنی دیگر نیز با دیدی کاملاً انسانی به تصویر کشیده‌است. تا پیش از پایان دهه ۱۹۵۰ میلادی، بیش از ۵۰ میلیون نسخه از تقویم‌ها و هدایای تبلیغاتی با طرح سگ‌های کولیج در آمریکا و سراسر جهان به فروش رفت و بنا به باور بسیاری، مجموعه سگ‌های پوکر باز در میان ده اثر مشهور تاریخ هنر آمریکا قرار دارد.
بلوف شجاعانه به همراه واترلو: یک (دیگر اثر کولیج) در سال ۲۰۰۵ میلادی و در جریان یک حراجی در نیویورک به مبلغ نزدیک به ۶۰۰ هزار دلار به فروش رفت.

## درباره سری آثار سگ‌های پوکر باز
تا پیش از پایان دهه ۱۹۵۰ میلادی، بیش از ۵۰ میلیون نسخه از تقویم‌ها و هدایای تبلیغاتی با طرح سگ‌های کولیج در آمریکا و سراسر جهان به فروش رفت و بنا به باور بسیاری، مجموعه سگ‌های پوکر باز در میان ده اثر مشهور تاریخ هنر آمریکا قرار دارد.
حدود یک قرن پیش نقاشی آمریکایی به نام کاسیوس کولیج سفارشی برای تبلیغات سیگارهای مارلبورو دریافت کرد، سوژه سگ‌های پوکر باز شاید در ابتدا برای او فقط جنبه تبلیغات داشته‌است ولی در همان اوائل کار در جریان پخته شدن ایده اش به این نتیجه رسید که هیچ چیز بهتر از چند سگ پوکر باز نمی‌تواند وضعیت امروز جهانش را توصیف کند… جهانی که به سرعت بعد از اولین نقاشی‌های او در باتلاق دو جنگ جهانی فرو رفت.
نکتهٔ اول که برای بررسی چنین تابلوهایی مورد اهمیت است این است که باید خود را به جای نقاش بگذاریم تا ببینیم خط سیر فکری او چه بوده‌است. مهم‌ترین عنصر این تابلوها " سگ " است. شخصیت‌های اصلی همهٔ این تابلوها سگ‌هایی با نژادهای مختلف هستند. اما چرا سگ؟ در مقایسه با بقیه حیوانات سگها چند ویژگی بارز دارند ، اول اینکه "نژادهای" مختلفی دارند ، زیاد باهوش نیستند و به شدت "تربیت پذیر" می‌باشند. "مسئولیت" آن‌ها به عهده " ارباب" یا صاحبشان است و اگر ارباب آن‌ها را درست تربیت کند وفادار و قابل اعتماد هستند. از طرف دیگر تربیت پذیری جزو خصوصیات غریزی آن‌ها نیست و مهمتر از همه هرچقدر هم که سعی کنند مثل انسانها لباس بپوشند باز هم سگ هستند !
اما دومین عنصر بارز این تابلو "بازی پوکر" است. بازی پوکر احتمالاً شبیه‌ترین بازی درمیان بازی‌های کارتی به زندگی امروز انسان‌ها است. ضمن اینکه لازم است باهوش باشید و قواعد بازی را نیز خوب بدانید، باید بخت و اقبال بلندی هم داشته باشید تا بتوانید خوب برنده شوید ! از طرفی باید همطراز بقیه رقبا جلو بیایید… شما نمی‌توانید کمتر از بقیه پول بگذارید ، همچنین شما نمی‌توانید به جای بقیه بازی کنید. در عین اینکه برنده شدن شما فقط به کارت‌های خودتان مربوط است، آرایش کارت‌های رقبانتان هم تأثیر زیادی بر برد و باخت شما دارد. کاملاً شبیه به رقابت این زندگی.
در یکی از تابلوها یک سگ کارت برنده ای ندارد اما با اعتماد به نفس نشسته است و همین اعتماد به نفس باعث می‌شود که در نهایت رقیبان را از دور خارج کند. در زندگی یک مرد موفق هیچوقت از رقابت دست نمی‌کشد و به بازی ادامه می‌دهد حتی اگر دوستانش فکر کنند که او دیوانه است. اگر قوانین پوکر را بدانید آنگاه معنای نماد به کار رفته برای شما واضحتر می‌شود. سگ در دستان خود کارت برنده ای ندارد اما با اعتماد به نفس مبلغ را بالا می‌برد تا زمانی که رقبا از دور خارج شوند.
در تابلوی دیگر به تبعیض نژادی هم اشاره کرده‌است. دو سگ بولداگ احتمالاً نسبت به همنوعان خود مورد تحقیر قرار می‌گیرند چون زشت تر و کوتاه تر هستند و این باعث می‌شود که در یک بازی که فقط یک برنده دارد با هم تقلب کنند. شاید بعد از بازی مبالغ را با هم تقسیم می‌کنند. این حکایت گروه‌هایی است که در دنیای امروز برای خود تشکل‌های حمایتی تشکیل داده‌اند و از رقابت برابر و عادلانه پرهیز می‌کنند. نیازی به اسم بردن نیست زیرا همهٔ ما نمونه‌هایی از آن‌ها را در جوامع امروزی می‌شناسیم.
با ارزش‌ترین برگ برندهٔ ما در زندگی " امید " و " اعتماد به نفس " است.